# Teodoro Filosseno Soterico Filosseno
Flavio Teodoro Filosseno Soterico Filosseno (latino: Flavius Theodorus Philoxenus Sotericus Philoxenus; fl. 518-525) è stato un politico romano.

## Biografia
Filosseno fu nominato console nel 525,  con Flavio Anicio Probo Iuniore, sotto l'imperatore Giustino I.
Sono rimasti quattro dittici consolari di Filosseno, parte in greco e parte in latino. Quello conservato alla Biblioteca nazionale di Francia - Département des Monnaies, Médailles et Antiques - Chab. 3266, riporta la carriera politica in questi termini:
Filosseno ricoprì dunque il ruolo di magister militum per Thracias (491/518); venne mandato in esilio dall'imperatore Anastasio I, per poi essere richiamato da Giustino e divenire comes domesticus e console.